# Centrolene hybrida
Centrolene hybrida là một loài ếch thuộc họ Centrolenidae.
Đây là loài đặc hữu của Colombia.
Môi trường sống tự nhiên của chúng là rừng mây ẩm nhiệt đới và cận nhiệt đới và sông ngòi.
Nó không được IUCN xem là loài bị đe dọa.